# Uruguay i olympiska sommarspelen 1948
Uruguay, genom COU - Comité Olímpico Uruguayo (Uruguays Olympiska Kommitté), deltog i de fjortonde, XIV, olympiska sommarspelen i London 1948. Landets deltagare erövrade två medaljplaceringar i rodd. I litteraturtävlingarna deltog en manlig och en kvinnlig författare med en pjäs som de hade författat tillsammans, medan i idrottstävlingarna deltog 59 män från Uruguay.

## Medaljer
|         | Guld | Silver | Brons | Totalt |
| ------- | ---- | ------ | ----- | ------ |
| Uruguay | 0    | 1      | 1     | 2      |

### Silver
- Eduardo Risso - Rodd, singelsculler

### Brons
- William Jones och Juan Antonio Rodríguez Iglesias - Rodd, dubbelsculler

## Övriga uruguayanska placeringar

### Basket
- Herrar 
  - 5 Uruguay (Martín Acosta y Lara, Victorio Cieslinskas, Nelson Demarco, Miguel Diab, Abraham Eidlin Grossman, Eduardo Folle, Héctor García Otero, Eduardo Gordón, Adesio Lombardo, Roberto Lovera, Gustavo Morales, Carlos Rosello, Héctor Ruiz, Nelson Antón Giudice)[1]

### Boxning
- Herrar
  - Flugvikt
    - - Guillermo Porteiro förlorade i första omgången

  - Bantamvikt
    - - Pedro Carrizo förlorade i andra omgången

  - Fjädervikt
    - - Basilio Álves förlorade i andra omgången

  - Lättvikt
    - - Alberto Boullossa förlorade i andra omgången

  - Weltervikt
    - - Feliciano Rosano förlorade i andra omgången

  - Mellanvikt
    - - Dogomar Martínez förlorade i kvartsfinalen

  - Lätt tungvikt
    - - Felipe Posse förlorade i andra omgången

  - Tungvikt
    - - Agustín Muñiz förlorade i andra omgången[2]

### Cykel
- Herrar
  - Landsvägslopp, individuellt
    - - Waldemar Bernatzky varvades och togs ur loppet
    - - Enrique Demarco varvades och togs ur loppet
    - - Mario Figueredo varvades och togs ur loppet
    - - Luis López varvades och togs ur loppet

  - Landsvägslopp, lag
    - - Uruguay (Enrique Demarco, Mario Figueredo, Luis López, Waldemar Bernatzky) varvades och togs ur loppet

  - Sprint
    - 5 Leonel Rocca

  - Tempolopp
    - 11 Carlos Tramútolo

  - Lagförföljelse
    - 4 Uruguay (Atilio François, Juan de Armas, Luis Ángel de los Santos, Waldemar Bernatzky)[3]

### Friidrott

#### Herrar
- 100 m
  - - Juan López – utslagen i semifinal
  - - Mario Fayos – utslagen i kvartsfinal
  - - Walter Pérez – utslagen i försök
- 200 m
  - - Juan López – utslagen i försök
  - - Walter Pérez – utslagen i försök
  - - Mario Fayos – utslagen i försök
- 4 x 100 m
  - - Mario Fayos, Juan López, Walter Pérez, Hércules Azcune – utslagna i semifinal
- Höjdhopp
  - 14 Hércules Azcune – 1,80
  - - Pedro Listur utslagen i kval
- Tiokamp
  - 20 Hércules Azcune – 6.026[4]

### Fäktning
- Herrar
  - Florett, individuellt
    - - Sergio Iesi utslagen i kvartsfinal
    - - Daniel Rossi utslagen i kvartsfinal
    - - Jaime Ucar utslagen i 1. omg.

  - Florett, lag
    - - César Gallardo, Sergio Iesi, Juan Paladino, Daniel Rossi, Jaime Ucar utslagna i kvartsfinal

  - Sabel, individuellt
    - - Juan Paladino utslagen i kvartsfinal[5]

### Modern femkamp
- Herrar
  - 26 Alberto Ortíz
  - 31 Carlos Mercader
  - 42 Ruben Orozco[6]

### Rodd
Alla roddherrarna erövrade en medalj: Risso silver i singelsculler och Jones samt Rodríguez Iglesias brons i dubbelsculler.

### Segling
- Firefly
  - 6 Félix Sienra
- Swallow
  - 12 Uruguay (Carlos Sáez, Juan Bautista Bidegaray)[8]

### Simning

#### Herrar
- 400 m frisim
  - - Florbel Pérez – 5.04,7 utslagen i försök
- 1 500 m frisim
  - - Florbel Pérez – 20.32,6 utslagen i semifinal
- 100 m ryggsim 
  - - Carlos Noriega – 1.15,0 utslagen i försök[9]

### Vattenpolo
- Herrar 
  - 13 (utslagna i gruppspelet) Uruguay (Enrique Pereira, Juan López, Julio César Costemalle, Leonel Gabriel, Juan Bucetta, Osvaldo Mariño, Ramón Abella, Raúl Castro)[10]

## Övrigt
- Författarna Clotilde Luisi och José Maria Podestá fick ett hedersomnämnande i  dramatik som ingick i litteraturtävlingarna med skådespelet El desafio som de hade författat tillsammans. Konstgrenarna ingick i olympiska spelen 1948.[11]

## Källhänvisningar
1. ↑  Men's Basketball Arkiverad 27 juli 2009 hämtat från the Wayback Machine.. Uruguay Basketball at the 1948 Summer Olympics. Sports Reference. Läst 26 augusti 2015.
2. ↑  Uruguay Boxing at the 1948 London Summer Games Arkiverad 3 februari 2012 hämtat från the Wayback Machine.. Sports Reference. Läst 26 augusti 2015.
3. ↑  Uruguay Cycling at the 1948 London Summer Games Arkiverad 31 januari 2012 hämtat från the Wayback Machine.. Sports Reference. Läst 26 augusti 2015.
4. ↑  Uruguay Athletics at the 1948 London Summer Games Arkiverad 23 september 2011 hämtat från the Wayback Machine.. Sports Reference. Läst 26 augusti 2015.
5. ↑  Uruguay Fencing at the 1948 London Summer Games Arkiverad 4 september 2011 hämtat från the Wayback Machine.. Sports Reference. Läst 26 augusti 2015.
6. ↑  Uruguay Modern Pentathlon at the 1948 London Summer Games Arkiverad 31 januari 2012 hämtat från the Wayback Machine.. Sports Reference. Läst 26 augusti 2015.
7. ↑  Uruguay Rowing at the 1948 London Summer Games Arkiverad 27 januari 2012 hämtat från the Wayback Machine.. Sports Reference. Läst 26 augusti 2015.
8. ↑  Uruguay Sailing at the 1948 London Summer Games Arkiverad 30 januari 2012 hämtat från the Wayback Machine.. Sports Reference. Läst 26 augusti 2015.
9. ↑  Uruguay Swimming at the 1948 London Summer Games Arkiverad 10 mars 2009 hämtat från the Wayback Machine.. Sports Reference. Läst 26 augusti 2015.
10. ↑  Men's Water Polo Arkiverad 12 februari 2009 hämtat från the Wayback Machine.. Uruguay Water Polo at the 1948 Summer Olympics. Sports Reference. Läst 26 augusti 2015.
11. ↑  Uruguay Art Competitions at the 1948 London Summer Games Arkiverad 31 januari 2012 hämtat från the Wayback Machine.. Sports Reference. Läst 26 augusti 2015.